# Amelia Bailey
Amelia Bailey (* 5. November 1842 in London; † 29. Juli 1932) war eine australische Sängerin.
Bailey kam als Kind mit ihrer Familie nach Melbourne und besuchte die St James's Sunday School. Dreizehnjährig wurde sie in die Philharmonic Society aufgenommen, und 1858 war sie deren Erste Sopranistin. Einer ihrer frühesten Auftritte war eine Aufführung von Händels Thee Messiah und der Leitung von H. Byron Moore in Geelong. Sie unternahm 1862 Konzerttourneen mit dem Geiger Horace Poussard und dem Cellisten René Douay und später im Jahr mit James Marquis Chisholm. 1863 reiste sie mit Chisholm und dem Musikagenten und Dirigenten Robert Sparrow Smythe, den sie im gleichen Jahr heiratete, nach China. 1864 trat sie mit Poussard in Ceylon auf und tourte mit ihm danach durch Indien.
Nach Auftritten auf Mauritius kehrte sie 1869 nach Sydney zurück, wo sie mit Florence Calzoda und Edwin Cobley auftrat. 1876 hatte sie Auftritte in Adelaide. Unter dem Management ihres Mannes unternahm sie mit der Pianistin Arabella Goddard eine Konzerttournee durch Süd- und Ostafrika. Ihr Sohn Carlyle Smythe wurde als Musikkritiker bekannt.